# Жирардувский повет
Жирардувский повет (пол. Powiat żyrardowski) — повет (район) в Польше, входит как административная единица в Мазовецкое воеводство. Центр повета — город Жирардув. Занимает площадь 532,63 км². Население — 75 414 человек (на 2022 год).

## Административное деление
- города: Вискитки, Жирардув, Мщонув
- городские гмины: Жирардув
- городско-сельские гмины: Гмина Вискитки, Гмина Мщонув
- сельские гмины: Гмина Пуща-Маряньска, Гмина Радзеёвице

## Демография
Население повета дано на 2022 год.
| Перепись            | Всего | Мужчины | Женщины |
| ------------------- | ----- | ------- | ------- |
| Всего               | 75414 | 36208   | 39206   |
| Городское население | 46364 | 21745   | 24619   |
| Сельское население  | 29050 | 14463   | 14587   |